# تيودور دوبوا
تيودور دوبوا (بالفرنسية: Théodore Dubois)‏ هو عازف الأرغن وملحن فرنسي، ولد في 24 أغسطس 1837 في Rosnay, Marne ‏ في فرنسا، وتوفي في 11 يونيو 1924 في باريس في فرنسا.

## وصلات خارجية
- تيودور دوبوا على موقع الموسوعة البريطانية (الإنجليزية)
- تيودور دوبوا على موقع ميوزك برينز (الإنجليزية)
- تيودور دوبوا على موقع ديسكوغز (الإنجليزية)